# Ebor Falls
Ebor Falls – wodospad położony w Australii (Nowa Południowa Walia), w parku narodowym Guy Fawkes, na rzece Guy Fawkes River, wysokości 115 metrów.